# サミュエル・ヒューストン
サミュエル・"サム"・ヒューストン（英語: Samuel "Sam" Houston, 1793年3月2日 - 1863年7月26日）は、19世紀のアメリカ合衆国の軍人、政治家。アメリカ史上唯一、テネシー州とテキサス州という二つの異なった州で知事を務めた人物である。

## 概要
バージニア州シェナンドー谷のティンバー・リッジで生まれ、スコットランド＝アイルランド系アメリカ人の出であった。テキサスの歴史における重要人物であり、初代および第3代テキサス共和国大統領を務め、テキサスが合衆国に加わった後は州選出上院議員、最後はテキサス州知事を務めた。テキサス州が合衆国を脱退すると、連合国への忠誠を拒否して知事を辞職した。流血を避けるため彼はユニオン軍による南部同盟の反乱鎮圧の申し出を拒否した。代わりに南北戦争の終わりまでハンツビルに退き、そこで死去した。
その前半生には、バージニアからテネシーへの転居、チェロキー・ネイションでの時間（後に彼は国民として認められ、妻を娶った）、米英戦争での兵役、テネシー政界での成功が含まれる。
1827年、ヒューストンはジャクソン流民主主義者としてテネシー州知事に選出された。1829年に知事を辞職、アーカンソー準州に転居する。その後まもなくテキサスに移り住み、続いてメキシコの州に移動、テキサス革命の指導者となった。彼はアメリカ合衆国のテキサス併合を支援した。1832年には連邦下院議員との口論に関与し、裁判で注目を浴びた。テキサス州ヒューストンは彼の功績に因んで命名された。ヒューストンの名声はその死後に高まり、その功績をたたえて記念博物館、陸軍基地、国有林、歴史公園、大学、そしてアメリカ人として最大の立像などが作られた。

## 生い立ちおよび家族

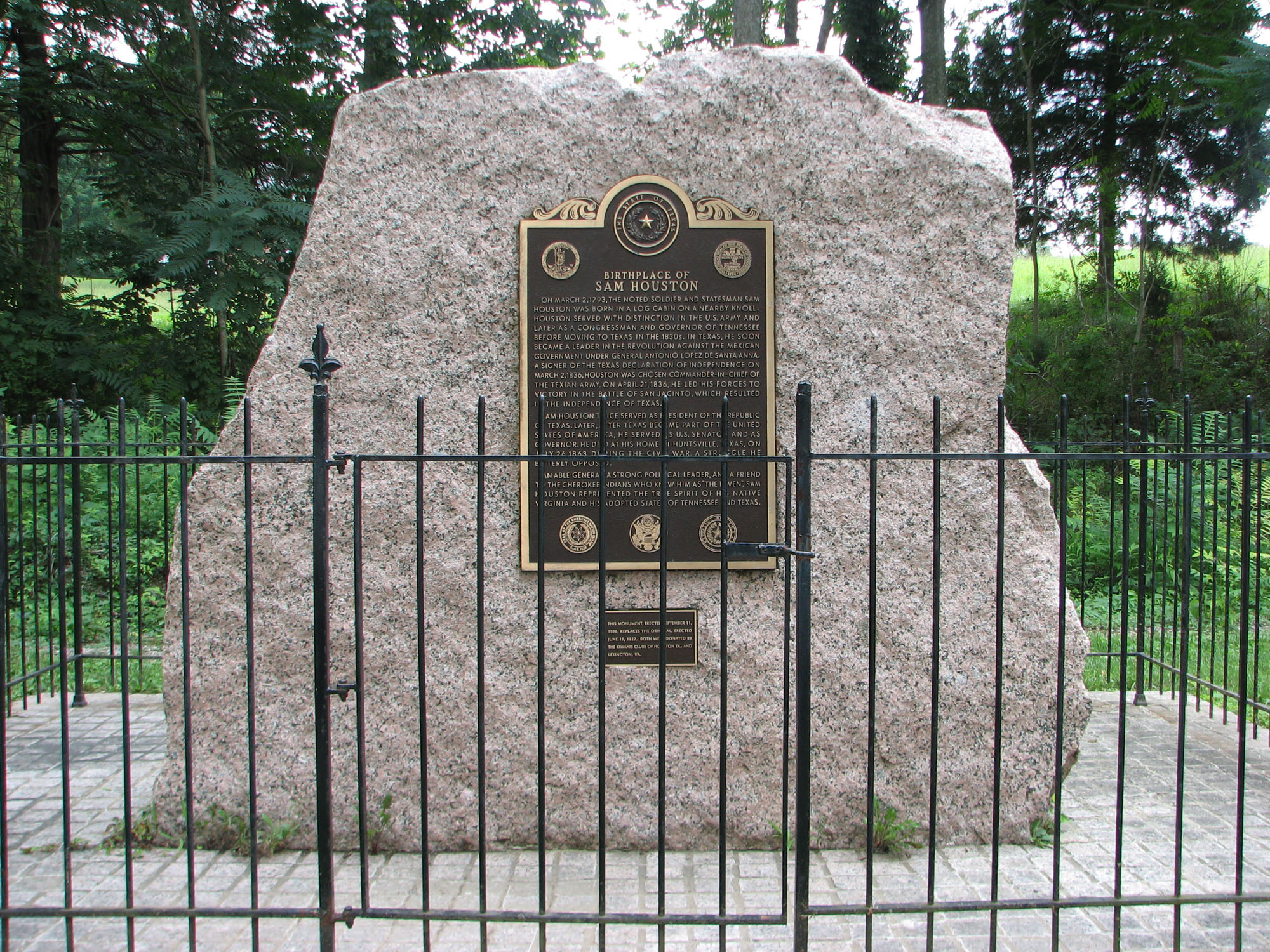
バージニア州ロックブリッジ郡の生誕地を示す碑

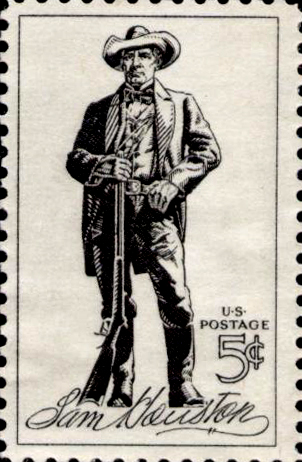
~ サム・ヒューストン ~1963年発行の記念切手

サミュエル・ヒューストン少佐とエリザベス・パクストン夫妻の息子として生まれた。ヒューストンの祖先は、17世紀後半にスコットランドで家督を築き上げた高祖父のジョン・ヒューストン卿までたどることができる。ヒューストン卿の2番目の息子、ジョン・ヒューストンはイギリスのプランテーション時代にアイルランドのアルスターに移住した。長子相続制の下では地所を引き継ぐことができなかった。アイルランドで数年を過ごした後、ジョンは1735年に家族と共に北アメリカの植民地に移住、ペンシルベニアに入植した。ルター派のドイツ系移民が増え、ジョンは一家と他のスコットランド＝アイルランド系移民と共に移住を決め、バージニア州のシェナンドー谷へ移り住んだ。
シェナンドー谷には多くのスコットランド＝アイルランド系移民の農場が所在した。新参者の中にはラルー・エリアのライル家も含まれ、ティンバー・リッジで長老派教会を設立するのに尽力した。ヒューストンの一家はその近くに住み着いた。ジョンは徐々に土地を開拓し、奴隷を購入した 。息子のロバートがその土地を引き継いだ。5人の息子の末子がサミュエル・ヒューストンであった。
サミュエル・ヒューストンはモーガンライフル旅団に入隊し、アメリカ独立戦争の間に少佐に任命された。当時は民兵の士官が自身の費用を支払うこととなっていた。彼はエリザベス・パクストンと結婚し父親の農園を引き継いだが、管理の才能に欠け軍役の為に借金をすることとなった。夫妻の子供はティンバー・リッジ教会近くの農園で生まれ、サムは1793年3月2日に生まれた。サムは9人いた子供の5番目であり、5番目の息子であった。
負債を解消するために転居を計画し、サミュエル・ヒューストンはテネシー州東部の親類の近く、ブラウント郡の郡庁所在地であるメアリービルへの転居を決めた。彼は1807年に死去し、その死は家族との転居が完了する前であった。エリザベスは5人の息子と3人の娘を連れて新居に移り住んだ。家族がメアリービルに転居したときサムは14歳で、辺境において基礎的な教育を受けただけであった。1809年、16歳のサムは兄の店で店員として働くことに不満を持ち家出した。
彼は南西部に向かい、ハイワシー川のハイワシー島に住む、アフルデギ率いるチェロキー族に加わり数年を過ごした。アフルデギは後にジョン・ジョリーとして知られた。ジョン・ジョリーはヒューストンの養父となり、彼にチェロキーの名「Colonneh」を与えた。その意味は「渡りガラス」であった。ヒューストンは流暢なチェロキーの言葉を学び、その一方数ヶ月おきにメアリービルの家族を訪問した。1812年、19歳の時にメアリービルの家族の元に帰り、メアリービルとノックスビルの間に教室が一つの学校を設立した。これはテネシーで初めて設立された小学校であった。

## 米英戦争
1812年、ヒューストンはノックスビルの訓練キャンプに入営し、第39歩兵連隊に入隊、米英戦争に従軍する。その年の12月、彼は歩兵から軍曹へ昇進した。1814年3月のホースシュー・ベンドの戦いで彼はクリーク族の矢で負傷した。彼は傷に包帯を巻いてすぐに戦いに加わった。アンドリュー・ジャクソンがレッド・スティックス攻撃の志願兵を募ったとき、ヒューストンはこれに応募したが、この攻撃で彼は肩と腕に銃弾を受けた。彼は軍務で障害を受けてメアリービルに帰還したが、陸軍による無料の治療の申し出を受けてニューオーリンズの病院で治療を受けた
ヒューストンはジャクソンの知遇を得る。1817年にジャクソンはテネシー東部（現在のアーカンソー州）からチェロキー族を掃討するのに関してヒューストンを副代理人に指名した。彼は陸軍長官のジョン・カルフーンと意見の相違があり、カルフーンはヒューストンが会議に際してチェロキーの服を着てきたことをたしなめた。さらに、ヒューストンが管理するインディアンへの供給物の金額に関しての問い合わせが行われた。ヒューストンはこれに怒り、1818年に辞職した。

## テネシー州政界
ジェームズ・トリンブル判事のオフィスで6か月間法律を学んだ後、ヒューストンはナッシュビルでの司法試験に合格し、テネシー州レバノンで研修を受けた。1818年後半にナッシュビル地区の検事総長に任命され、また州市民軍の司令官にも任命された。
1822年、ヒューストンはテネシー州で連邦下院議員に選出される。彼は仲間のテネシー人と共に民主党員アンドリュー・ジャクソンの忠実な支持者であった。インディアンに対する施策に関する考えには大きな隔たりがあったものの、彼はジャクソンからの政治的保護を受けていると広く考えられた。ヒューストンは、1823年から1827年まで下院議員を務め、1824年に改選されている。
1827年にヒューストンは再選のための出馬を断った。替わりにテネシー州知事選に立候補し、元知事のウィリアム・キャロルを破って当選した。1828年に再選のための出馬を計画していたものの、最初の妻との離婚の後に知事を辞職した。

## テキサス
1835年からのテキサス独立戦争では、テキサス軍を率いてメキシコと戦い、1836年4月にはサンタ・アナ将軍を捕らえて独立を認めさせた。同年成立したテキサス共和国の初代大統領に選ばれた。1838年には一旦落選したが、1841年には再び大統領の座に就いている。1845年テキサスがアメリカに併合されると、州選出の上院議員を13年間つとめ、1859年にはテキサス州知事となった。
1861年、南北戦争の勃発に先立ち、テキサス州のアメリカ合衆国離脱及び南部13州からなるアメリカ連合国への加盟に反対し、知事の座を退いた。

## 参照
1. ↑  Williams, John H. (1994), Sam Houston: Life and Times of Liberator of Texas an Authentic American Hero, New York, NY: Touchstone, p. 316, ISBN 0-671-88071-3
2. ↑  Magazine article, The Biggest Texan: A Profile of Sam Houston, by Margaret Coit, Boys' Life Magazine, April, 1963
3. ↑  Sam Houston's Wife: A Biography of Margaret Lea Houston, by William Seale, 1992, page 21
4. ↑  Representing Texas, by Ben R. Guttery, 2008, page 83
5. ↑  Texas Cemeteries, by Bill Harvey, 2003, page 158
6. ↑  Our Nation's Archive: The History of the United States in Documents, by Erik A. Bruun, 1999, page 268
7. ↑  Sam Houston's Texas, by Sue Flanagan, 1964, page 6
8. ↑  Oddball Texas: A Guide to Some Really Strange Places, by Jerome Pohlen, 2006, page 216
9. 1 2 3 4 5  James L. Haley, Sam Houston, Norman, OK: University of Oklahoma Press, 2004
10. 1 2  Neely, Jack. Knoxville's Secret History, Scruffy City Publishing, 1995.
11. ↑  Samuel Houston from the Handbook of Texas Online
12. ↑  Neely, Jack, Knoxville's Secret History, Scruffy City Publishing, 1995
13. ↑  Chisholm, Hugh, ed. (1911). "Houston, Sam" . Encyclopædia Britannica (英語) (11th ed.). Cambridge University Press.
14. ↑  “Lebanon, Tennessee: A Tour of Our City” (PDF).   Lebanon/Wilson County Chamber of Commerce. 2007年2月5日閲覧。 [リンク切れ]